# Битва у горы Блэр
Битва у горы Блэр — одно из крупнейших гражданских восстаний в истории Соединённых Штатов Америки и крупнейшее вооружённое восстание со времён Гражданской войны в этой стране. В течение пяти дней в конце августа и начале сентября 1921 года в округе Логан, штат Западная Виргиния, от 10 000 до 15 000 шахтёров с оружием в руках сражались против армии частных детективов, полицейских и штрейкбрехеров. Битва завершилась после указа Президента о вмешательстве армии США.
Битва является эпизодом борьбы горняков Западной Вирджинии за свои права.

## Предыстория
Битве предшествовали массовое вступление шахтёров в профсоюзы Объединённых горняков Америки (UMWA). Недовольство шахтёров, возглавляемых профсоюзами, и нежелание компаний-шахтовладельцев идти на уступки вылились в многочисленные вооружённые стычки между шахтёрами и частными детективами, работавшими на угольные компании. Знаковым стало столкновение 1920 года в городке Мэтуон (англ. Matewan) (см. Битва в Мэтуоне) и попытки профсоюзов захватить неподконтрольные профсоюзам шахты в мае 1921 года (известна под названием «Трехдневная битва»).
Восстание было направлено против жесточайшей системы эксплуатации, применяемой угольными компаниями в Западной Вирджинии. Любая попытка сопротивления шахтёров подавлялась посредством запугивания, убийств и выселения семей из принадлежащих компании домов. Нанятые компаниями детективные агентства действовали как аналог современных частных охранных предприятий. Также против шахтёров зачастую применялась полиция.

## Бойня в Мэтуоне
Битве у горы Блэр предшествовало другое событие — так называемая Битва в Мэтуоне. К 1920 году большинство шахтёров в Западной Вирджинии были организованы в профсоюзы Объединённых горняков Америки (UMWA). Юг штата, однако, всё ещё оставался бастионом угольных компаний. В начале 1920 года президент UMW Джон Л. Льюис выбрал округ Минго для организации профсоюза. Некоторые особенности Минго сделали его более привлекательным для профсоюзных лидеров, чем соседний округ Логан, который находился под контролем противника профсоюзов, шерифа Дона Чафина. Политическая структура Минго был более независимой, и некоторые политики поддерживали профсоюзы. Кабелл Тестермэн, мэр города Мэтуон, был сторонником профсоюзов. Он назначил 27-летнего Сида Хэтфилда шерифом города. Будучи подростком, Хэтфилд работал в угольных шахтах и с пониманием относился к шахтёрам.
19 мая 1920 года, во время волнений шахтёров, сотрудник детективного агентства «Болдуин-Фелтс» Ли Фелтс вместе с двенадцатью агентами прибыли в Мэтуон, и встретились с Альбертом Фелтсом, который уже находился в городе. Альберт и Ли были братьями Томаса Фелтса, основателя и директора агентства. Альберт пытался подкупить мэра Тестермэна, чтобы тот установил пулемёты на крышах в городе, на что Тестермэн ответил отказом. В тот же день Альберт и Ли вместе с другими агентами выселили из дома жену вступившего в профсоюз шахтёра и её детей, пока её мужа не было дома.
Когда агенты пришли на вокзал, чтобы уехать из города, Сид Хэтфилд и группа его помощников преградили агентам путь, заявив, что они арестованы. Альберт Фелтс ответил, что на самом деле это у него есть ордер на арест Сида. Мэр Тестермэн попросил агентов показать ордер. Изучив его, он воскликнул: «Это фиктивный ордер». После этих слов, вспыхнула перестрелка, и Сид Хэтфилд выстрелил в Альберта Фелтса. Мэр Тестермэн упал на землю, смертельно раненый. Погибло десять человек – в том числе Альберт и Ли Фелтс.
Сид Хэтфилд стал героем шахтёров и символом надежды на то, что иго угольных компаний и их наёмных убийц можно свергнуть.  В течение всего лета и до осени 1920 года профсоюз укреплялся в округе Минго. При этом продолжались стычки горняков с наёмниками компании.

## Перед битвой
26 января 1921 года начался суд над Сидом Хэтфилдом, обвинённым в убийстве Альберта Фелтса. Это расследование привлекло внимание всей страны. Хэтфилд был оправдан, но в целом профсоюз столкнулся с серьёзными неудачами. В середине мая 1921 года его активисты начали атаку на шахты, не охваченные профсоюзом. Конфликт быстро охватил всю долину Таг Ривер. Эта «Трёхдневная битва» закончилась переговорами и введением военного положения. Шахтёров постоянно арестовывали без соблюдения базовых юридических прав.
В разгар этой напряжённой ситуации Сид Хэтфилд отправился в округ Макдауэлл. Вместе с ним был его друг Эд Чамберс. Когда они поднимались по лестнице здания суда, безоружные и в окружении своих жён, агенты «Болдуин-Фелтс», стоящие на верху лестницы, открыли огонь. Хэтфилд и Чамберс были убиты.
Это убийство вызвало ярость шахтёров и они стали вооружаться. Шахтёры начали патрулирование и охрану территории у реки Литл Коул. Шериф Дон Чафин послал солдат к реке, но шахтёры разоружили и прогнали их прочь. 7 августа 1921 года лидеры UMW юга Западной Вирджинии организовали митинг у Капитолия штата в Чарльстоне. На митинге выступали Фрэнк Кини и Эд Муни, которые были ветеранами предыдущих классовых конфликтов в регионе. Оба были уроженцами этих мест. Кини и Муни встретились с губернатором Морганом, и вручили ему список требований шахтёров. Морган отверг их, что только сильнее разозлило шахтёров. Среди шахтёров распространилась идея идти в Минго, чтобы освободить арестованных шахтёров. На пути туда были гора Блэр и округ Логан.
На митинге 7 августа, знаменитая Мэри Харрис — «Мамаша» Джонс (активист ИРМ), призвала шахтёров не идти в Логан и Минго, а укреплять профсоюз на месте. Она опасалась, что столкновение между плохо вооружёнными шахтёрами и силами шерифа превратится в бойню. Однако возмущённые поведением губернатора Моргана горняки стали собираться у горы Ленз-Крик. 20 августа там собралось около 13 тысяч человек, которые двинулись в Логан. Шериф Дон Чафин тем временем готовился к обороне на горе Блэр. При финансовой поддержке Ассоциации угледобытчиков округа Логан он сформировал отлично вооружённую частную армию численностью почти 2000 человек.
24 августа 1921 года около пяти тысяч шахтёров перешли горы Ленз-Крик. Шериф Чафин мобилизовал детективов, охранников шахты и полицию штата, а губернатор вызвал федеральные войска. Президент США Уоррен Хардинг отправил своего представителя для переговоров с профсоюзами, и тот заявил лидерам UMWA, что выступление горняков будет расценено как государственная измена. В тот же день шахтёрам дали команду возвращаться. Но транспорт для их перевозки был предоставлен с опозданием и 27 августа полиция штата напала на группу шахтёров в Шарплзе, застрелив двух из них. Узнав об этом, разъярённые шахтёры снова двинулись к горе Блэр.

## Битва
Силы Чафина, которыми командовал полковник Национальной гвардии США Уильям Юбанк, заняли позиции на гребне горы, в то время как шахтёры собрались у её подножия. 28, 30 и 31 августа происходили стычки между шахтёрами и детективами, с потерями у обеих сторон. Полковник Юбанк вызвал авиацию, после чего начались полномасштабные боевые действия. С частных самолётов на шахтёров сбрасывались самодельные бомбы, а также фугасные бомбы, оставшиеся после боевых действий в годы Первой мировой войны. По приказу генерала Билли Митчелла армейские бомбардировщики из штата Мэриленд были также использованы для воздушного наблюдения за передвижениями восставших.
1 сентября президент США Уоррен Хардинг отправил в Логан федеральные войска и самолёты. К этому времени в боях погибло от 50 до 100 шахтёров, а сотни людей были ранены.  Понимая, что  восставшие будут уничтожены армией, профсоюзный лидер Билл Близзард сказал шахтёрам, чтобы они возвращались домой. Опасаясь тюрьмы и конфискации оружия, горняки спрятали винтовки в лесу. Коллекционеры и исследователи до сих пор находят здесь оружие и боеприпасы, спрятанные в старых деревьях и в трещинах скал.
3 сентября шахтёры сдались. Почти тысяче участникам восстания были предъявлены обвинения в убийстве, заговоре с целью совершения убийства, соучастии в убийстве и измене штату Западная Вирджиния. На специальном судебном заседании было подано 1 217 обвинительных актов, включая 325 обвинений в убийстве и 24 — в государственной измене. Некоторые были оправданы присяжными, но многие были заключены в тюрьму на несколько лет — хотя они получили условно-досрочное освобождение в 1925 году. Самым громким процессом по делу об измене был процесс Билла Близзарда, который, как считали власти, был командующим армии шахтёров.  В ходе судебного разбирательства защита предъявила неразорвавшиеся бомбы как доказательство жестокости компаний — что в конечном итоге привело к оправданию Близзарда.
После поражения шахтёров UMWA временно прекратила попытки организации профсоюзов на юге Западной Вирджинии. Членство в UMW снизилось с 50 000 до 10 000 шахтёров. Но в то же время битва у Блэр широко распространила информацию об ужасных условиях, в которых жили шахтёры Вирджинии. Это помогло развитию рабочего движения и организации других известных профсоюзов — таких как профсоюз рабочих сталелитейной промышленности в середине тридцатых годов.
В 1933 году закон о Национальной администрации восстановления промышленности (National Industrial Recovery Act, NIRA) защитил права профсоюзов и позволил организацию профсоюзов на юге штата Западная Вирджиния.
В апреле 2008 года гора Блэр была включена в Национальный регистр исторических мест. Бойне в Мэтуоне посвящён художественный фильм «Мэтуон» 1987 года.